# Pfalz (Lokomotive)
Die PFALZ war eine Lokomotive der Pfälzischen Ludwigsbahn-Gesellschaft.

## Benennung
Während die historische Lokomotive ausweislich zeitgenössischer Bilddokumente den Namen PFALZ trug, erhielt ihr Nachbau den Namen DIE PFALZ.

## Original
Die PFALZ war die erste aus einer Serie von vier Lokomotiven der Bauart Crampton mit der Achsfolge 2A, die die Lokomotivfabrik Maffei in München 1853 für die Pfälzische Ludwigsbahn-Gesellschaft baute. Erstmals wurde hier eine Lokomotive mit einem Wetterschutz für das Fahrpersonal ausgestattet. Denn bei 200 PS konnte die Lokomotive eine Geschwindigkeit von nahezu 100 km/h erreichen. Die PFALZ gehörte zu einer Baureihe von Schnellzuglokomotiven, die bei der Pfälzischen Ludwigsbahn die Betriebsnummern 26 bis 63 erhielten.
Anlass für die Beschaffung der PFALZ und ihrer drei Schwesterlokomotiven aus der Lokomotivfabrik Maffei war der Streckenschluss zur Hessischen Ludwigsbahn und die Eröffnung der Bahnstrecke Mainz–Ludwigshafen am Ende des gleichen Jahres, was zusätzliche Maschinen für die Schnellzugverbindung Mainz–Paris erforderlich machte. Die PFALZ und ihre Schwestermaschinen fuhren die Züge zwischen den Lokwechselbahnhöfen Worms und Neunkirchen. Die repräsentativen Lokomotiven wurden zudem vor Hofzügen eingesetzt.
1879 wurde die PFALZ ausgemustert.

## Nachbau
1925 wurde im Reichsbahnausbesserungswerk Weiden ein Nachbau der Lokomotive gefertigt, der mit dem Namen DIE PFALZ versehen wurde. Bei diesem Nachbau wurden einige Originalteile verwendet. Anlass war die Eröffnung des neuen Ausstellungsgebäudes des Verkehrsmuseums Nürnberg. Eigentümerin des Nachbaus war so zunächst die Deutsche Reichsbahn, dann die Deutsche Bundesbahn. 1985 erfolgte der letzte Einsatz unter eigenem Dampf bei der Fahrzeugparade anlässlich des 150-jährigen Bestehens der Eisenbahn in Deutschland. Die Lokomotive ist im DGEG-Eisenbahnmuseum Neustadt/Weinstraße ausgestellt. (Lage). Ein Vertrag zwischen dessen Träger, der Deutschen Gesellschaft für Eisenbahngeschichte, und dem Museum für Verkehr und Technik in Berlin, der festlegte, das Fahrzeug in fünfjährigem Wechsel zwischen den beiden Standorten zu zeigen, wurde beendet, so dass die Maschine nun dauerhaft in der Pfalz verbleibt.

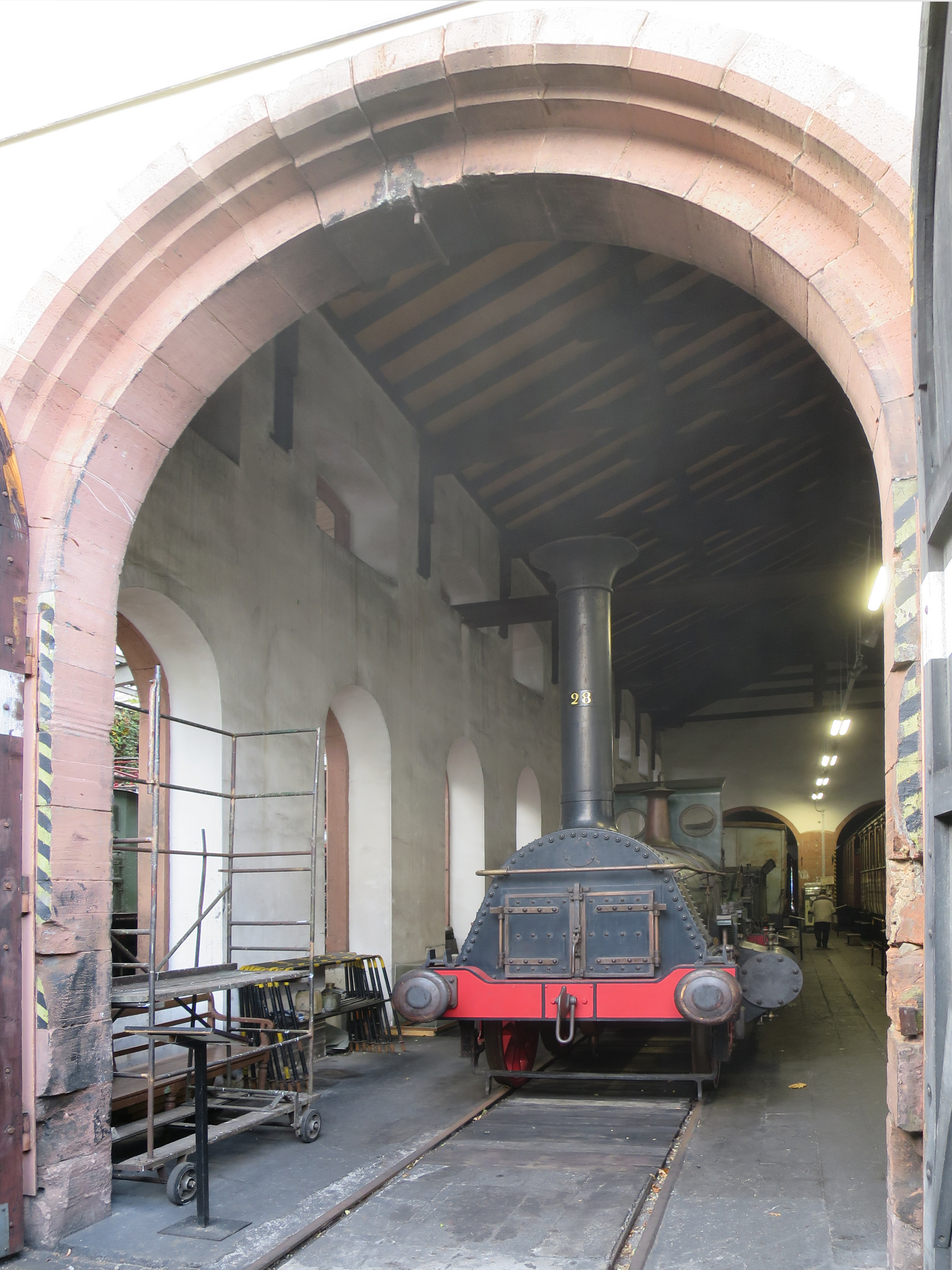
DIE PFALZ im DGEG-Eisenbahnmuseum Neustadt/Weinstraße
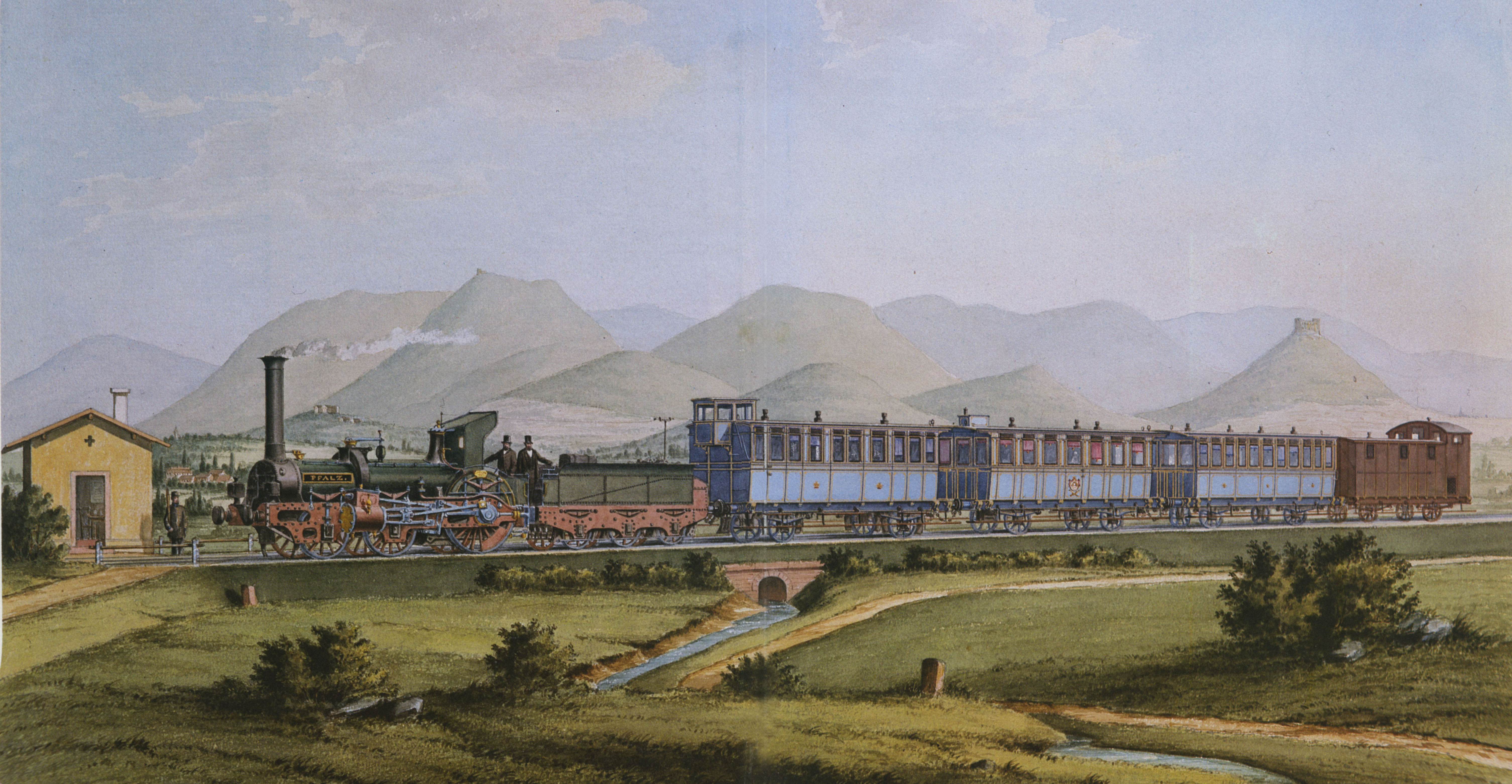
PFALZ im Einsatz vor dem Hofzug König Maximilian II. von Bayern
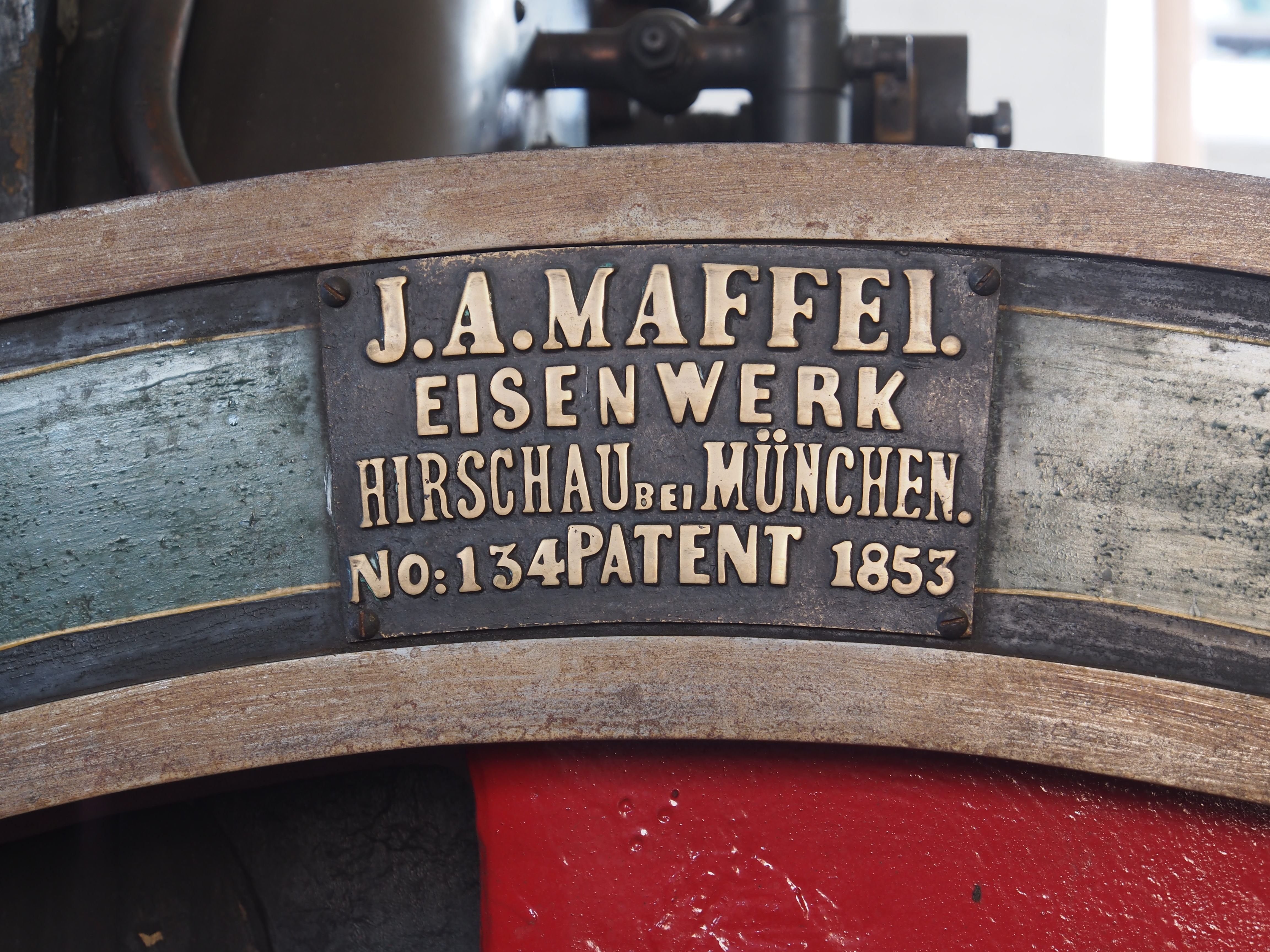
Fabrikschild
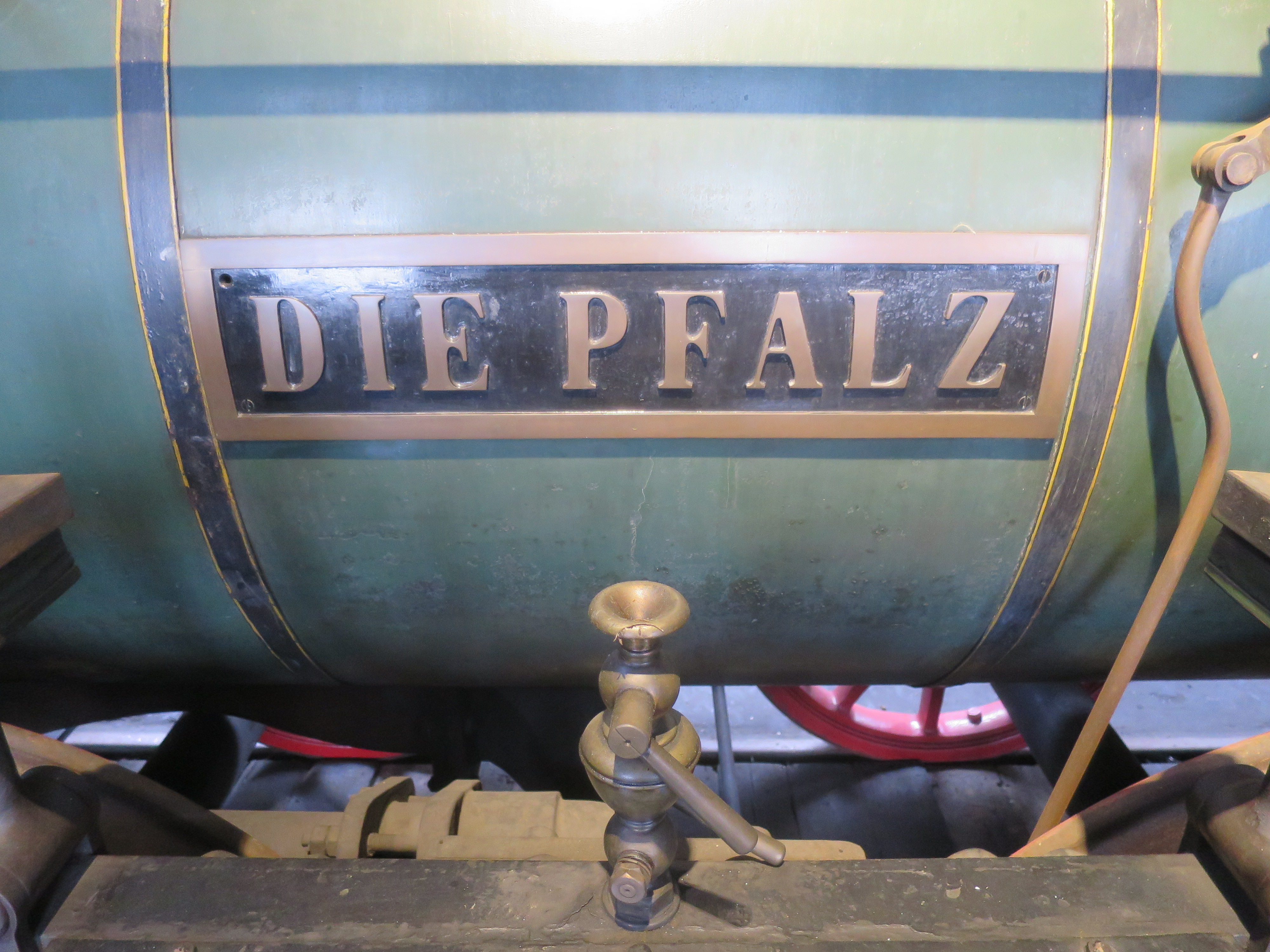
Namensschild des Nachbaus
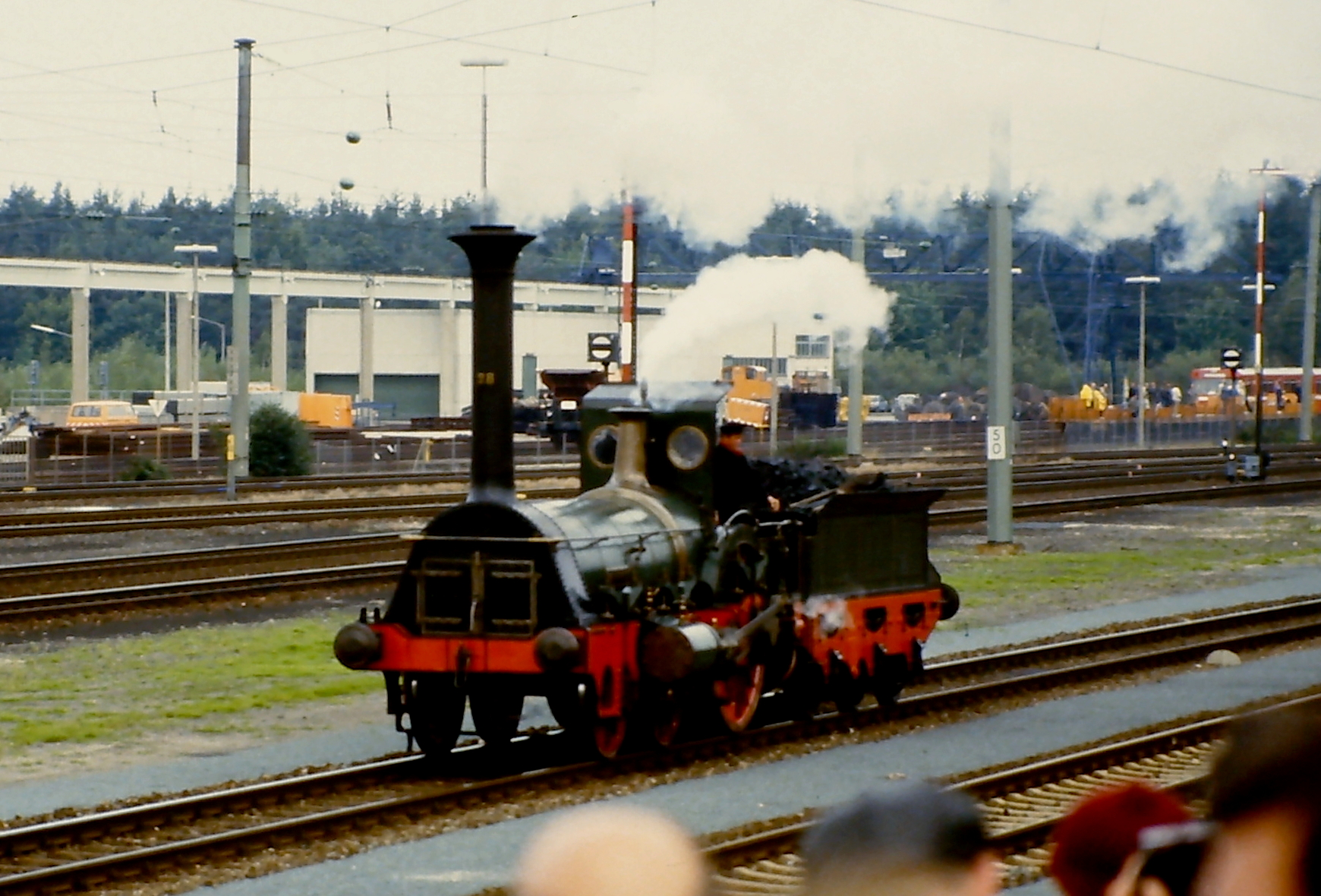
Letzter Einsatz unter eigenem Dampf: Fahrzeugparade zum 150-jährigen Bestehen der Eisenbahn in Deutschland 1985
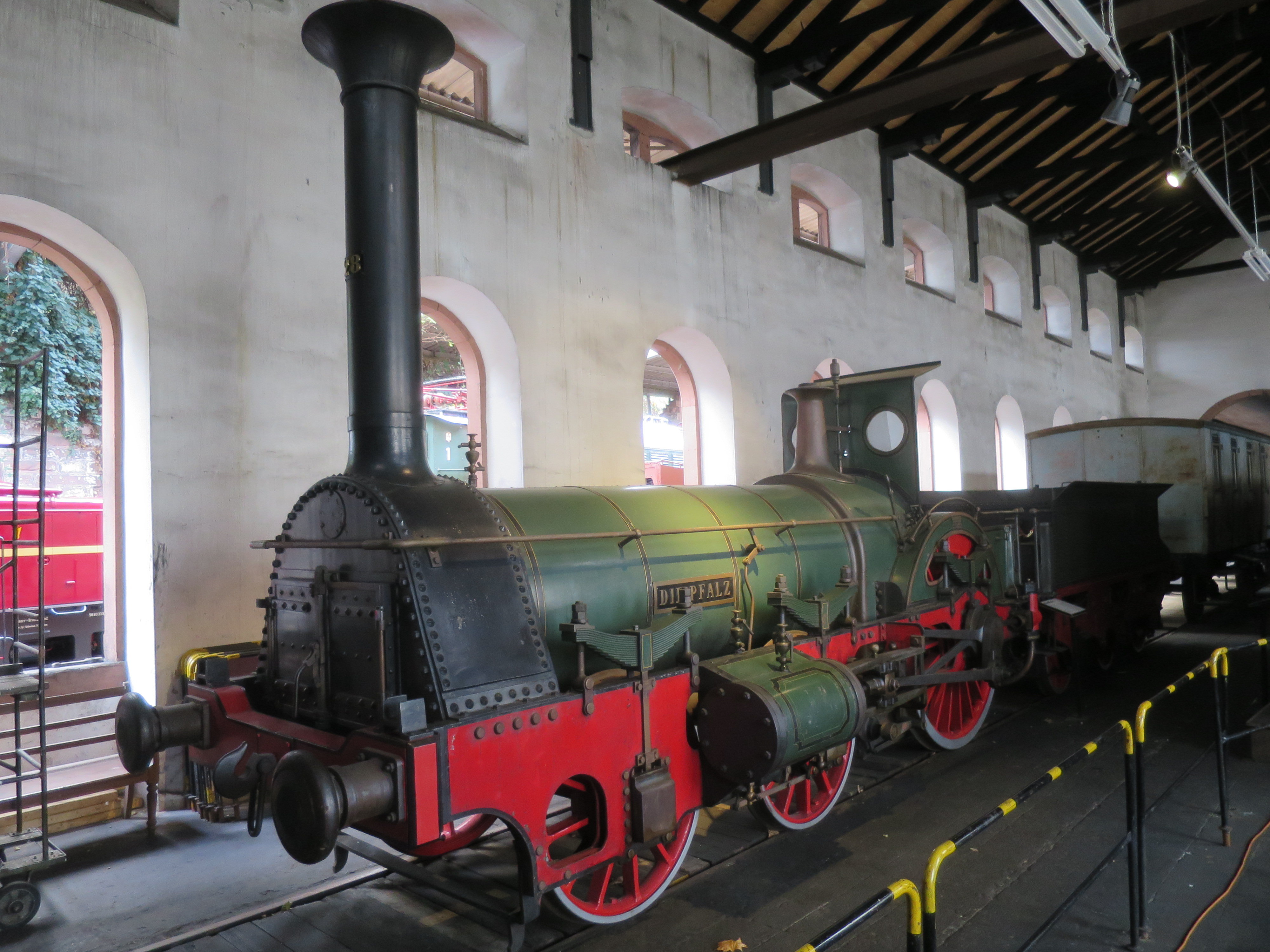
DIE PFALZ im Eisenbahnmuseum Neustadt